# Алберто Тарантини
Алберто Сесар Тарантини (на испански: Alberto Tarantini) е аржентински футболист, участник на световните първенства в Аржентина'78 и Испания'82.

## Биография
Роден е на 3 декември 1955 г. в Буенос Айрес. От малък е записан в една от школите на Бока Хуниорс. Едва на 12 години дебютира в младежкия тим на този клуб, в който играе следващите 10 години. Става шампион на Аржентина за 1976 г. През 1977 г. с „Бока“ печели Копа Либертадорес.
След световното първенство на родна земя е закупен от английския Бирмингам, откъдето напуска още преди края на сезона, разочарован от британския начин на игра с безкрайни центрирания. Завръща се в родината си и подписва с „кръвният враг“ на „Бока“ Ривър Плейт, където остава 3 години и става шампион през 1981 г.
Вторият период на Тарантини в Европа е свързан с френската първа лига, след като подписва с Бастия за 1 година а по-късно е привлечен в Тулуза, където е любимец на френската публика до 1987 г. когато завършва състезателната си кариера.
С националния отбор на „гаучосите“ дебютира през 1974 г. През 1978 г. има голям принос за спечелването на световната титла.
Тарантини е безспорен лидер в отборите където играе. Предпочита играта с къси пасове, които по правило са много точни. Покрива голям периметър от терена и е причина за много от головете на своите съотборници в атака.